# عاريا
عاريا هي إحدى القرى اللبنانية من قرى قضاء بعبدا في محافظة جبل لبنان.

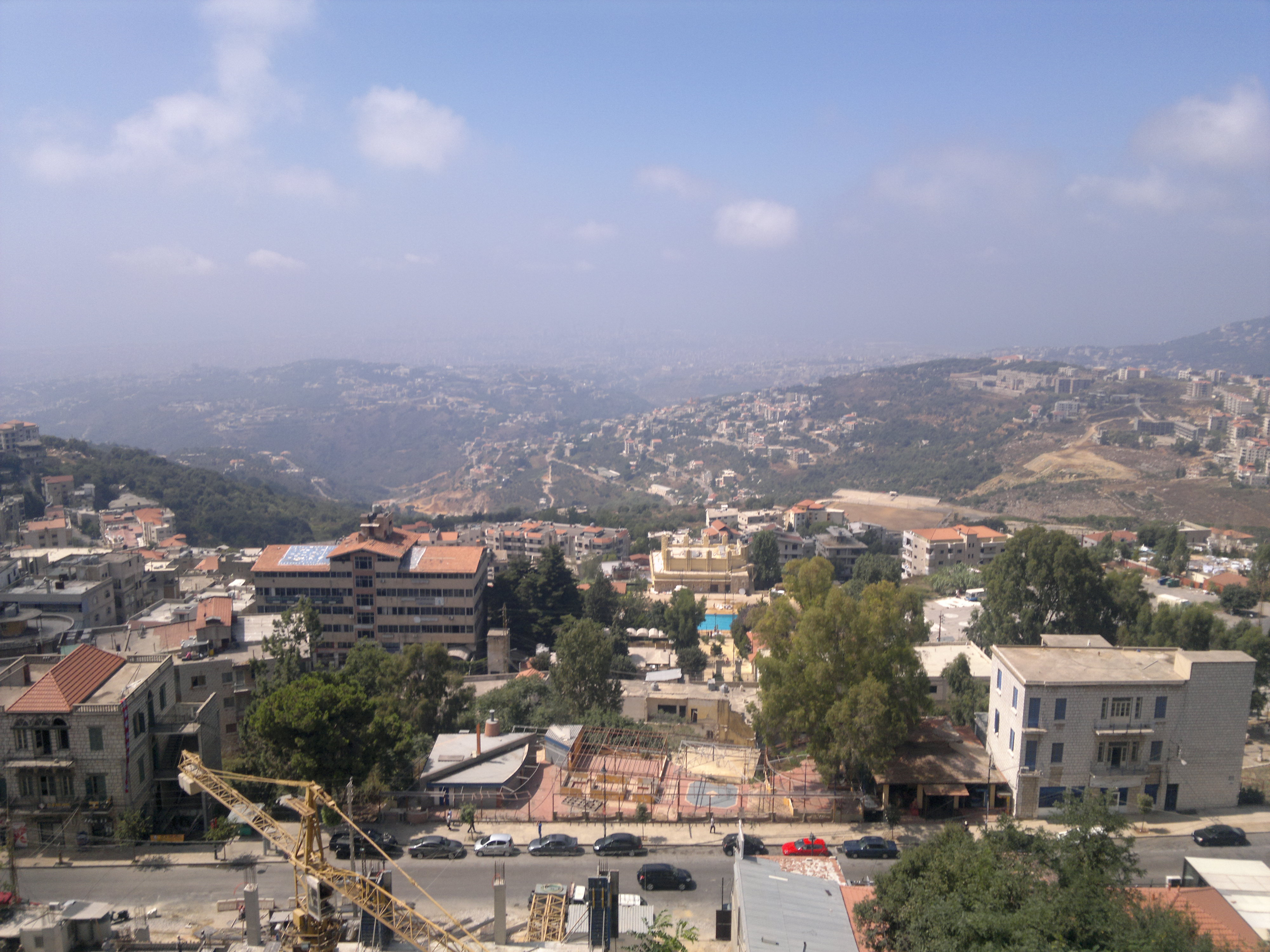
منظر عام من عاريا في أغسطس 2013